# Mark O’Meara
Mark Francis O’Meara (* 13. Januar 1957 in Goldsboro, North Carolina) ist ein US-amerikanischer Profigolfer der PGA Tour und zweifacher Major-Sieger.

## Werdegang
Der Absolvent der California State University, Long Beach wurde im Jahr 1980 Berufsgolfer. Er gewann sein erstes Event auf der PGA TOUR 1984, bei den Greater Milwaukee Open und verzeichnete dort insgesamt 16 Turniersiege. Auch weltweit hatte O’Meara zahlreiche Erfolge zu verbuchen. Seine beiden Major-Siege errang er im fortgeschrittenen Alter von 41 Jahren, im Jahre 1998, als er nach dem Gewinn der Masters im Augusta National Golf Club auch die Open Championship für sich entscheiden konnte. Im selben Jahr siegte O’Meara noch bei der World Matchplay Championship, der hochdotierten, inoffiziellen Weltmeisterschaft im Lochwettspiel. Seine väterliche Freundschaft mit dem damals aufstrebenden Tiger Woods hat beiden Karrieren durchaus gutgetan. Sie holten 1999 zusammen den World Cup für ihr Heimatland.
Mark O’Meara war fünfmal im Ryder Cup und zweimal im Presidents Cup für die amerikanische Mannschaft am Start.
Nach der Jahrtausendwende verflachte seine Formkurve und erst 2004 konnte O’Meara mit dem Sieg bei der stark besetzten Dubai Desert Classic – einer Veranstaltung der European Tour – wieder von sich reden machen. Seit Januar 2007 ist er für die Champions Tour spielberechtigt.
Im Oktober 2014 wurde seine Aufnahme in die World Golf Hall of Fame für 2015 angekündigt.
Mark O’Meara ist mit seiner Frau Alicia verheiratet. Die beiden haben eine Tochter und einen Sohn und leben in Windermere, Florida.

## PGA Tour Siege
- 1984: Greater Milwaukee Open
- 1985: Bing Crosby National Pro-Am, Hawaiian Open
- 1989: AT&T Pebble Beach National Pro-Am
- 1990: AT&T Pebble Beach National Pro-Am, H-E-B Texas Open
- 1991: Walt Disney World/Oldsmobile Classic
- 1992: AT&T Pebble Beach National Pro-Am
- 1995: Honda Classic,  Bell Canadian Open
- 1996: Mercedes Championships,  Greater Greensboro Chrysler Classic
- 1997: AT&T Pebble Beach National Pro-Am,  Buick Invitational
- 1998: The Masters Tournament,  The Open Championship

Major Championships sind fett gedruckt.

## Champions Tour Siege
- 2010: Liberty Mutual Legends of Golf (mit Nick Price), Constellation Energy Senior Players Championship

Senior Majors sind fett gedruckt.

## Andere Turniersiege
- 1985: Fuji Sankei Classic (Japan Golf Tour), Isuzu Kapalua International (inoffizielles PGA Tour Event)
- 1986: Australian Masters (PGA Tour of Australasia)
- 1987: Lawrence Batley International (European Tour)
- 1989: RMCC (mit Curtis Strange)
- 1992: Tokai Classic (Japan Golf Tour)
- 1994: Argentine Open
- 1997: Trophée Lancôme (European Tour)
- 1998: Cisco World Match Play Championship (Europa – damals inoffizielles Event), Skins Game (USA – inoffizielles Event)
- 2000: Fred Meyer Challenge
- 2002: Skins Game (USA – inoffizielles Event)
- 2004: Dubai Desert Classic (European Tour)
- 2007: Champions Challenge (mit Mike Reid)
- 2010: ADT Skills Challenge (mit Nick Price; inoffizielles Event der PGA Tour)

## Teilnahmen an Teambewerben
- Ryder Cup: 1985, 1991 (Sieger), 1995, 1997, 1999 (Sieger)
- Presidents Cup: 1996 (Sieger), 1998
- World Cup: 1999 (Sieger, mit Tiger Woods)

## Resultate bei Major Championships
| Tournament        | 1980 | 1981 | 1982 | 1983 | 1984 | 1985 | 1986 | 1987 | 1988 | 1989 | 1990 | 1991 | 1992 | 1993 | 1994 |
| ----------------- | ---- | ---- | ---- | ---- | ---- | ---- | ---- | ---- | ---- | ---- | ---- | ---- | ---- | ---- | ---- |
| Masters           | CUT  | DNP  | DNP  | DNP  | DNP  | 24   | 48   | T24  | T39  | T11  | CUT  | T27  | T4   | T21  | T15  |
| US Open           | CUT  | CUT  | 58   | DNP  | T7   | T15  | T41  | CUT  | T3   | CUT  | CUT  | CUT  | CUT  | CUT  | CUT  |
| Open Championship | DNP  | T47  | DNP  | DNP  | DNP  | T3   | T43  | T66  | 27   | T42  | T48  | T3   | T12  | CUT  | DNP  |
| PGA Championship  | DNP  | T70  | DNP  | CUT  | T25  | T28  | CUT  | CUT  | T9   | CUT  | T19  | CUT  | CUT  | CUT  | DNP  |

| Tournament        | 1995 | 1996 | 1997 | 1998 | 1999 | 2000 | 2001 | 2002 | 2003 | 2004 | 2005 | 2006 | 2007 | 2008 | 2009 |
| ----------------- | ---- | ---- | ---- | ---- | ---- | ---- | ---- | ---- | ---- | ---- | ---- | ---- | ---- | ---- | ---- |
| Masters           | T31  | T18  | T30  | 1    | T31  | CUT  | T20  | CUT  | T8   | T27  | T31  | CUT  | CUT  | CUT  | CUT  |
| US Open           | DNP  | T16  | T36  | T32  | CUT  | T51  | CUT  | T18  | T35  | DNP  | DNP  | DNP  | DNP  | CUT  | DNP  |
| Open Championship | T49  | T33  | T38  | 1    | CUT  | T26  | T42  | T22  | T65  | T30  | CUT  | T63  | T60  | CUT  | T70  |
| PGA Championship  | T6   | T26  | T13  | T4   | T57  | T46  | T22  | CUT  | CUT  | CUT  | DNP  | DNP  | DNP  | DNP  | DNP  |

| Tournament        | 2010 | 2011 | 2012 | 2013 | 2014 | 2015 | 2016 | 2017 | 2018 |
| ----------------- | ---- | ---- | ---- | ---- | ---- | ---- | ---- | ---- | ---- |
| Masters           | CUT  | CUT  | DNP  | CUT  | CUT  | T22  | CUT  | CUT  | CUT  |
| US Open           | DNP  | DNP  | DNP  | DNP  | DNP  | DNP  | DNP  | DNP  | DNP  |
| Open Championship | CUT  | CUT  | DNP  | T58  | DNP  | T78  | T63  | CUT  | DNP  |
| PGA Championship  | DNP  | DNP  | DNP  | DNP  | DNP  | DNP  | DNP  | DNP  | DNP  |

LA= Bester Amateur

DNP = nicht teilgenommen

CUT = Cut nicht geschafft

„T“ geteilte Platzierung

Grüner Hintergrund für Sieg

Gelber Hintergrund für Top 10.